# Cycloctenus lepidus
Espèce
Cycloctenus lepidus est une espèce d'araignées aranéomorphes de la famille des Cycloctenidae.

## Distribution
Cette espèce est endémique de Nouvelle-Zélande.

## Publication originale
- Urquhart, 1890 : Descriptions of new species of Araneidae. Transactions of the New Zealand Institute, vol. 22, p. 239-266 (texte intégral).